# Adonisea mexicana
Schinia mexicana là một loài bướm đêm trong họ Noctuidae.